# Changwon
Changwon este un oraș din provincia Gyeongsangnam-do, Coreea de Sud.